# Première Division 2011/12 (Burkina Faso)
In 2011/121 werd het 50ste seizoen gespeeld van de Première Division, de hoogste voetbalklasse van Burkina Faso. De competitie werd in twee groepen van tien verdeeld. De top vier kwalificeerde zich voor de superronde. De laatste drie van elke groep degradeerden. AS Faso-Yennenga werd kampioen. 

## Eindstand

### Groep A
| Plaats | Club                         | Wed. | W  | G | V  | Saldo | Ptn. |
| ------ | ---------------------------- | ---- | -- | - | -- | ----- | ---- |
| 1.     | AS SONABEL                   | 18   | 10 | 4 | 4  | 25:11 | 34   |
| 2.     | AS Faso-Yennenga             | 18   | 9  | 6 | 3  | 28:9  | 33   |
| 3.     | US des Forces Armées         | 18   | 9  | 5 | 4  | 22:10 | 32   |
| 4.     | Étoile Filante Ouagadougou   | 18   | 8  | 6 | 4  | 22:8  | 30   |
| 5.     | Rail Club du Kadiogo (B, P)  | 18   | 7  | 9 | 2  | 18:12 | 30   |
| 6.     | US Ouagadougou               | 18   | 7  | 5 | 6  | 18:12 | 26   |
| 7.     | Santos FC (P)                | 18   | 5  | 4 | 9  | 13:23 | 19   |
| 8.     | AS Koupéla                   | 18   | 4  | 6 | 8  | 13:28 | 18   |
| 9.     | Canon du Sud Ouagadougou (P) | 18   | 3  | 7 | 8  | 14:29 | 16   |
| 10.    | Sanmatenga FC                | 18   | 0  | 4 | 14 | 6:37  | 4    |

### Groep B
| Plaats | Club                      | Wed. | W | G  | V  | Saldo | Ptn. |
| ------ | ------------------------- | ---- | - | -- | -- | ----- | ---- |
| 1.     | Racing Club de Bobo       | 18   | 8 | 8  | 2  | 14:8  | 32   |
| 2.     | Bouloumpoukou FC          | 18   | 7 | 10 | 1  | 12:8  | 31   |
| 3.     | Bobo Sport                | 18   | 7 | 8  | 3  | 12:9  | 29   |
| 4.     | US Yatenga Ouahigouya     | 18   | 6 | 9  | 3  | 18:13 | 27   |
| 5.     | AS Maya Bobo-Dioulasso    | 18   | 6 | 7  | 5  | 13:15 | 25   |
| 6.     | US Comoé de Banfora       | 18   | 5 | 7  | 6  | 17:18 | 22   |
| 7.     | AS Fonctionnaires (P)     | 18   | 4 | 8  | 6  | 10:10 | 20   |
| 8.     | ASEC Koudougou (P)        | 18   | 4 | 7  | 7  | 14:14 | 19   |
| 9.     | USFRAN Bobo-Dioulasso (P) | 18   | 4 | 3  | 11 | 7:19  | 15   |
| 10.    | Sourou Sport              | 18   | 3 | 5  | 10 | 10:20 | 14   |

|     | Gekwalificeerd voor Super Division                     |
|     | Bekerwinnaar geplaatst voor CAF Confederation Cup 2011 |
|     | Degradatie naar de Deuxième Division                   |
| (B) | Bekerwinnaar                                           |
| (P) | Promovendus uit de Deuxième Division                   |

### Super Division
| Plaats | Club                       | Wed. | W | G | V  | Saldo | Ptn. |
| ------ | -------------------------- | ---- | - | - | -- | ----- | ---- |
| 1.     | AS Faso-Yennenga           | 14   | 9 | 3 | 2  | 19:7  | 30   |
| 2.     | AS SONABEL                 | 14   | 8 | 5 | 1  | 16:3  | 29   |
| 3.     | Racing Club de Bobo        | 14   | 8 | 3 | 3  | 13:6  | 27   |
| 4.     | US des Forces Armées       | 14   | 6 | 3 | 5  | 12:9  | 21   |
| 5.     | Bouloumpoukou FC           | 14   | 2 | 8 | 4  | 5:9   | 14   |
| 6.     | Étoile Filante Ouagadougou | 14   | 2 | 6 | 61 | 6:11  | 12   |
| 7.     | Bobo Sport                 | 14   | 2 | 5 | 7  | 14:21 | 11   |
| 8.     | US Yatenga Ouahigouya      | 14   | 1 | 3 | 10 | 3:22  | 6    |

|  | Kampioen |

## Internationale wedstrijden
CAF Champions League 2013
| Team #1          | Uitslag          | Team #2          | 1e wed | 2e wed |
| ---------------- | ---------------- | ---------------- | ------ | ------ |
| ASPAC            | 2-2 (4-5 na pen) | AS Faso-Yennenga | 1-1    | 1-1    |
| AS Faso-Yennenga | 4-5              | ES Sétif         | 2-1    | 2-4    |

CAF Confederation Cup 2013
| Team #1              | Uitslag | Team #2      | 1e wed | 2e wed |
| -------------------- | ------- | ------------ | ------ | ------ |
| Rail Club du Kadiogo | 2–1     | Sahel        | 1-1    | 1-0    |
| Rail Club du Kadiogo | 2–3 2   | ASEC Mimosas | 1-2    | 1-1    |